# De Broodfabriek
De Broodfabriek is een complex van evenementenhallen in de industrie- en kantorenwijk Plaspoelpolder in de Nederlandse gemeente Rijswijk (Zuid-Holland). Hier worden beurzen (onder andere de Gothic & Fantasy Beurs, een beurs voor goths en fantasy-liefhebbers; later de Fantasy Fest) en de Neuzelbeurs, een rommelmarkt), de 2-daagse Pasar Malam Rijswijk, de Nederlandse Modelspoordagen en congressen gehouden. De hal is vooral bekend als de Darling Market, zoals de accommodatie heette toen die in 1996 werd opgericht door de Konmar-oprichter Henk van der Straaten. Toentertijd werd de hal voornamelijk gebruikt voor een markt waar snuisterijen en bijzondere producten werden verkocht door diverse lokale ondernemers.
Van der Straaten had de Darling Market opgezet naar voorbeeld van Paddy's Markets in Haymarket, Australië, nabij de Darling Harbour in Sydney.
In latere jaren werd de hal meer een beurs- en congrescentrum en in 2010 werd de Darling Market opgeheven.
De hal werd omgedoopt in Expo Rijswijk en nadien Beurshal Haaglanden alvorens deze de huidige naam kreeg. 

## Geschiedenis
De naam verwijst naar de oorspronkelijke industriële locatie, de voormalige broodfabriek van Bakkerij Meneba. Er werden vele, vele duizenden broden, ontbijtkoeken, krentenbollen en broodjes gebakken voor de wijde regio van Den Haag. Het is een complex van ruim 17.500 m2. Later was er de Nederlandsche Huis Telefoon Maatschappij gevestigd, die er lichtreclameklokken, stationsklokken, brandmelders, beveiligingsinstallaties, personenoproepinstallaties, wekinstallaties, arbeiderscontroleklokken en signaalinstallaties voor ziekenhuizen fabriceerde. 